# 合肥县

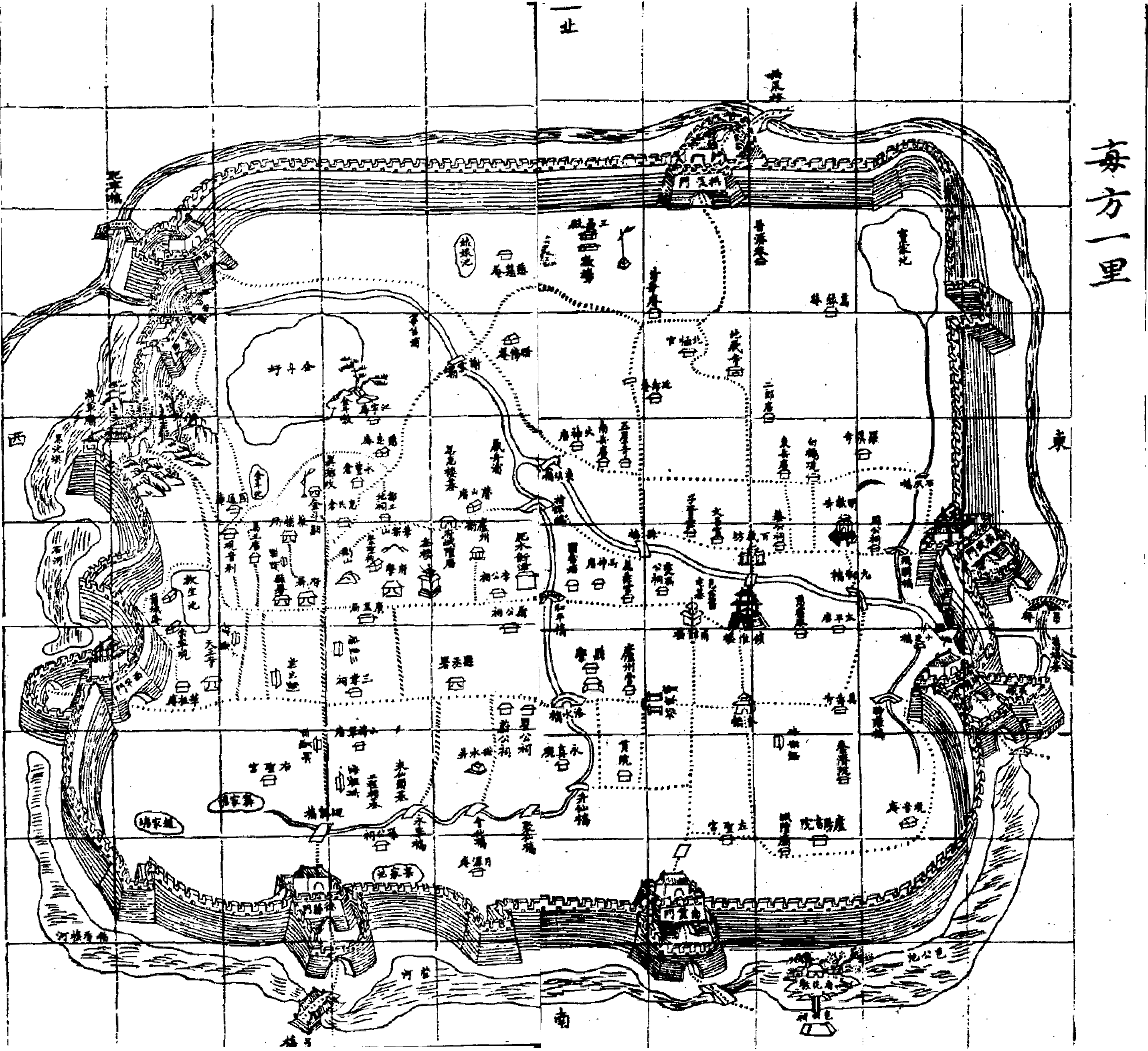
清朝合肥县县城图

合肥县，中国旧县名，部分文学作品中称合淝县。西汉时，已有此县。县城有过多次迁移，管辖区域覆盖今天的安徽省合肥市市区全域、肥东县全域、肥西县全域和长丰县南部。
合肥县的始置时间没有明确记载。一说始建于秦朝，一说始建于西汉武帝年间，东晋年间于此侨置汝阴县，隋复名为合肥县。
1949年1月21日，华东野战军先遣纵队第四支队一大队占领合肥县城。随后，中共政权将合肥县分为合肥市、肥东县、肥西县、寿合县、三河县（市）。合肥县做为中華民國公告疆域行政區劃中的县份留存至2005年。

## 县名由来
“合肥”名称之由来，说法有二。北魏郦道元《水经注》云：夏水暴涨，施（今南淝河）合于肥（今东淝河），故曰合肥。这是一种说法。
唐代有人提出另一种说法，淝水出鸡鸣山，北流二十里分而为二，其一东南流（南淝河），经过这里入巢湖；其一西北支（东淝河），二百里出寿春入淮河。
《尔雅》上指出“归异出同曰肥”。“二水皆曰肥，合于一源，分而为二，故曰合肥。”

## 历史
战国时期，其地为楚国辖区。秦灭六国，实行郡县制。一般认为，此时置合肥县。如明朝杨循吉称：“《春秋·鲁哀公十二年》，公会吴于橐皋。庐近地也。秦并六国，置九江郡，庐以列城为合肥县:44。”
西汉承袭秦制，仍设合肥县:45。县城在今庐阳区。东汉光武帝时，以合肥县为侯国，三国时为扬州州治。自古以来，合肥就是兵家必争之地，东汉末期至三国，曹魏、孙吴两势力曾于此交战，是为五次合肥之战，孙吴均败。
西晋属淮南郡。东晋改汝阴县。南北朝期间曾在此设南豫州、合州、南汝阴郡等州郡。隋初复改合肥县，改合州为廬州。唐沿旧制，唐末至五代十国在此先后设德胜节度使与保信节度使。宋为庐州治所与淮南西路转运司、安抚司驻地，南宋时期，合肥是抗金前沿。元为庐州路治所与淮西道宣慰司、淮西江北道肃政廉访司驻地。明为南京六部直隶庐州府治。清为江南省及安徽省庐州府治。
康熙年间，江南分省，安徽省在此后逐步成型。太平军攻占省会安庆后，安徽巡撫衙門迁到合肥县。1912年，全国废府，庐州府废，合肥县直辖安徽省。
1938年春，安庆沦陷，临时省会迁至立煌县（今金寨县）。民国34年（1945年）9月，抗战胜利后，省会由立煌县迁驻合肥县。
1949年1月21日，华东野战军先遣纵队第四支队一大队从东门进入合肥县城。22日，成立合肥市临时军事管制委员会。

## 面积、人口
| 年份                   | 面积               | 人口数     | 备注                                                     |
| ---------------------- | ------------------ | ---------- | -------------------------------------------------------- |
| 1819年（嘉庆二十四年） |                    | 1831409    | 额丁153511，滋生人口1677898                              |
| 1919年（民国八年）     |                    | 1416111    |                                                          |
| 1928年（民国十七年）   |                    | 1305646    |                                                          |
| 1933年（民国二十二年） |                    | 1270512    |                                                          |
| 1934年（民国二十三年） |                    | 1274352    |                                                          |
| 1939年（民国二十八年） |                    | 1274384    |                                                          |
| 1944年（民国三十三年） |                    | 1274384    |                                                          |
| 1947年（民国三十六年） | 6034.60平方公里:22 | 1274384:22 |                                                          |
| 1953年                 |                    | 1707623    | 第一次人口普查，合肥市183570，肥东县778726，肥西县745327 |

## 历代分级
| 朝代     | 考语           |
| -------- | -------------- |
| 唐朝     | 紧             |
| 宋朝     | 上             |
| 元朝     | 上             |
| 清朝     | 冲、繁、疲、难 |
| 中华民国 | 1等县:22       |